# Affaire Jean-Jacques Prévost
 (décembre 2019).
Si vous disposez d'ouvrages ou d'articles de référence ou si vous connaissez des sites web de qualité traitant du thème abordé ici, merci de compléter l'article en donnant les références utiles à sa vérifiabilité et en les liant à la section « Notes et références ».
Pour les articles homonymes, voir Prévost.
L'affaire Jean-Jacques Prévost est une affaire criminelle française, dans laquelle le coupable Jean-Jacques Prévost est accusé de nombreux viols et agressions sexuelles sur des adolescentes et sur de très jeunes femmes, de 11 à 22 ans, à proximité d'établissements scolaires à Marseille et Aix-en-Provence. Les faits se sont déroulés de 1999 à 2009. 
Il a été reconnu coupable de sept viols et de deux agressions sexuelles et condamné à 17 ans de réclusion criminelle, assortis d'une période de sûreté des deux-tiers (soit 11 ans et 4 mois).

## Biographie

### Son enfance et sa famille
Jean-Jacques Prévost est issu d'un milieu modeste. Son père était chauffeur routier et sa mère femme au foyer. Il est le dernier d'une famille de 5 enfants. 
Son frère aîné décède à 13 ans d'une leucémie et sa mère fait une grave dépression. À la suite de cet évènement, elle est hospitalisée dans un service psychiatrique. 
Jean-Jacques Prévost est ainsi placé dans une famille d'accueil, où il passe une grande partie de son enfance. Il a mal vécu la séparation avec sa famille et surtout avec ses frères et sœurs. 
Son père est décédé d'une tumeur au cerveau et sa mère d'un cancer de l'utérus.

### Avant les faits
Devenu magasinier puis cariste, il vit avec sa compagne invalide, à la suite d'une hémiplégie depuis 13 ans, qu'il accompagne. Cette dernière le voit comme un homme serviable et sociable. 
Il est père de famille, en effet, il a une fille de 21 ans issue d'une précédente union et vit avec la fille de sa compagne âgée de 16 ans. Ses filles le considéraient comme un père « normal » qui n'avait aucune mauvaise intention envers elles. Ainsi, l'étiquette de pédophile adossée à son nom était inconcevable pour sa famille. 
À la suite des décès de ses parents, qui l'ont véritablement bouleversé, sa compagne énonce qu'il est devenu plus froid envers elle. S'ensuit son premier viol en 1999. 
Plus tard, Jean-Jacques Prévost avoue avoir des troubles sexuels depuis l'âge de 20 ans.

## Enquête judiciaire

### Les faits
Le 11 janvier 1999 à Marseille, Caroline (13 ans) rentre des cours au Collège Jean-Moulin, quand un homme surgit au niveau d'un tunnel sous une autoroute. Il menace de la tuer avec un couteau si elle ne vient pas avec lui. Il l'emmène dans un fourré au niveau du tunnel, lui attache les mains avec une corde, puis la viole. Après, il la détache, et lui demande de fermer les yeux en comptant jusqu'à 100. Elle s'arrête à 50, ouvre les yeux, et part. Le violeur est parti pendant qu'elle comptait. Arrivée sur la route, Caroline est recueillie par une passante, qui l'aide à appeler sa famille. Sa mère est sous le choc quand elle apprend la nouvelle. Caroline et sa mère, déposent plainte le soir même. De l'ADN est découvert sur ses vêtements, mais il est inconnu du FNAEG. Les gendarmes se rendent sur les lieux où Caroline a été violée, mais le violeur a tout emporté. Caroline dresse aussi un portrait-robot de l'homme qui l'a agressé. Les policiers diffusent le portrait-robot, mais cela ne donne rien. Ils cherchent aussi le modèle de lunettes de l'agresseur, mais cette recherche ne donne rien non-plus. Caroline n'ira pas à l'école pendant un mois, à cause de ce traumatisme.
Le 4 mai 1999 à Aix-en-Provence, Laura (15 ans) est violée, alors qu'elle se rend à son lycée. Elle marche quand un homme l'aborde derrière elle et l'amène dans la forêt qui longe le trottoir. Il menace de la tuer si elle se débat, il l'attache, et la viole. Ensuite, il essuie ses traces de sperme, la détache et part. À la suite de cela, Laura dépose plainte et dresse un portrait-robot, qui ressemble beaucoup à celui de Caroline.

### Actes criminels de Jean-Jacques Prévost
Jean-Jacques Prévost est présenté comme un homme ordinaire, notamment passionné de pêche à la ligne. Il en ressort qu'il attendait ses victimes, toutes âgées de 11 à 22 ans, en des lieux relativement isolés, le point commun étant qu'il s'agissait de lieux proches des lycées et collèges qu'il avait repérés. Il menaçait alors ses « proies » à l'aide d'un couteau, lançant alors presque systématiquement à ses victimes : « Si tu cries, je te tue ! ». Lors de l'exécution de ses crimes, il avait recours à une sorte de cérémonial singulier, consistant à leur attacher les mains dans le dos et à leur retirer les chaussures pour prendre la fuite plus tranquillement. Une fois accompli, il leur demandait ensuite de compter jusqu'à cent, comme dans un jeu enfantin.

### Déroulement de l'enquête
C'est au fil de longs mois qu'un profil ADN a pu être extrait à partir du sperme prélevé sur chacune de ses victimes et qu'un portrait-robot a été dressé grâce à leurs témoignages.
Ce n'est que le 5 juin 2009, qu'un homme, correspondant au portrait-robot, est identifié, puis confondu par son empreinte génétique retrouvée sur sept de ses victimes.
Ainsi, le premier portrait robot et les premiers indices du mode opératoire de Jean-Jacques Prévost ont pu être déterminés dès la première plainte adressée par la présumée première victime, en 1999. Celle-ci affirme qu'elle a croisé la route de son violeur dans un tunnel traversant l'autoroute par son dessous, à côté du collège Jean-Moulin dans le quartier Nord de Marseille. Il l'emmène alors dans des fourrés proches et la menace, à l'aide d'un couteau, de la tuer au moindre cri, lui attache les mains et la viole. La victime énonce également qu'il tentera d'effacer les preuves à l'aide d'un mouchoir avant de lui demander de compter jusqu'à 100 avant de s'enfuir.
Cet agresseur est surnommé dès le début de l'enquête « Le blond », à partir de plusieurs portraits robots établies grâce aux plaintes. En effet, il est prononcé que le criminel est blond et qu'il porte des lunettes avec une forme arrondie sur le dessus. Son mode opératoire ne variera que très peu, sinon qu'il changera le couteau pour un pistolet et que la corde retrouvée dans son coffre lors de son arrestation sera rouge et non plus blanche.
D'après les témoignages des victimes, Jean-Jacques Prévost semble s'intéresser aux jeunes filles mineures, ou en tout cas à l'apparence jeune et frêle, aux allures fragiles. Il faut notifier que le suspect est difficile à trouver et souvent confondu, car son ADN était inconnu des enquêteurs et des services de police. Ainsi, dans le cadre de leurs recherches, la police se basait sur l'emplacement des faits ainsi que l'autoroute entre Marseille et Aix-En-Provence. Il faudra attendre le témoignage d'une jeune fille lui ayant échappé, qui a su déterminer le modèle de voiture qu'il possédait. Et, par le positionnement de caméras de surveillance auprès d'un parking non loin du lieu des viols, le coupable sera confondu avec sa voiture ainsi que sa plaque d'immatriculation, en juin 2009.
L'homme s'appelle Jean-Jacques Prévost, et il est âgé de 48 ans.
Jean-Jacques Prévost est arrêté et interrogé. Il est reconnu par ses victimes, 10 ans après la première plainte. Le père de famille de 48 ans, est mis en examen pour viol, et incarcéré.

### Procès
Jean-Jacques Prévost est accusé de 6 viols et de 3 agressions sexuelles. Le procès dure 5 jours à Aix-en-Provence, les victimes ont accepté que les débats soient publics pour que toutes les femmes violées puissent surmonter leurs hontes et lutter contre les violeurs. Prévost est considéré comme un prédateur sexuel. Il finit son procès en larmes et demande pardon à ses victimes.
Jean-Jacques Prévost raconte que, depuis l'âge de 20 ans, il se cache dans une forme de voyeurisme inavouable, pour épier secrètement les femmes dans la rue, ce qui le met dans un état d'excitation extrême.
Ses avocats, Mes Nicole Pollak et Yann Arnoux-Pollak plaideront « la pulsion incontrôlable » de leur client. Tandis qu'en partie civile, Me Christophe Pinel entend le désigner comme un « véritable prédateur ». L'accusé encourt une peine maximale de 20 ans de réclusion criminelle.

### Décision
Le 15 octobre 2010, le tribunal d'Aix-en-Provence condamne Jean-Jacques Prévost, reconnu coupable de sept viols en dix ans, à 17 ans de réclusion criminelle assortie d'une peine de sûreté des deux tiers. La peine de sûreté des deux tiers correspond à 11 ans et 4 mois. Il ne pourra demander à sortir qu'en octobre 2020. Bien que condamné en octobre 2010, il est en prison depuis juin 2009. La cour d'appel le condamne également à se soumettre à sa sortie de prison à un suivi socio-judiciaire qui prévoit une injonction de soins et une interdiction de fréquenter les mineurs pendant dix ans. Celui-ci a notamment été qualifié de « rapace et de prédateur ».

### Documentaires télévisés
- « Jean-Jacques Prévost, Le violeur des collèges » le 25 mars 2012 dans Faites entrer l'accusé présenté par Frédérique Lantieri sur France 2.
- « Viols en série à Marseille » (troisième reportage) dans « Spécial prédateurs sexuels » le 1er décembre 2014 dans Crimes sur NRJ 12.